# Silke Scheuermann
Silke Scheuermann (Karlsruhe, 15 juni 1973) is een Duitse schrijfster. 

## Biografie
Na de middelbare school studeerde Silke Scheuermann theater- en literatuurwetenschappen in Frankfurt am Main, Leipzig en Parijs. Ze schrijft poëzie en proza, die in talrijke verzamelbundels (o.a.  Der Große Conrady) en literatuurtijdschriften gepubliceerd werden. Silke Scheuermann heeft in 2001 haar debuut gemaakt met de poëziebundel Der Tag an dem die Möwen zweistimmig sangen. In 2007 verscheen de roman Die Stunde zwischen Hund und Wolf; dit boek werd ook in het Nederlands vertaald als Het uur tussen wolf en hond. Scheuermann heeft heel wat prijzen in de wacht gesleept. Zo heeft ze voor de roman Die Stunde zwischen Hund und Wolf een onderscheiding gekregen bij de Grimmelshausen-literatuurprijs. In 2009 kreeg ze een beurs voor Villa Massimo. Ze schrijft ook geregeld de column Lyrischer Moment voor het Duitse literaire tijdschrift Volltext.
Tot 2008 woonde Scheuermann in Frankfurt, daarna is ze naar Offenbach am Main verhuisd.

## Werken
- Der Tag an dem die Möwen zweistimmig sangen (Suhrkamp Verlag 2001)
- Der zärtlichste Punkt im All (Suhrkamp Verlag 2004)
- Reiche Mädchen (Schöffling & Co. 2005) (Nl: Omgeven door bliksem (Froukje Slofstra 2006))
- Über Nacht ist es Winter (Schöffling & Co. 2007)
- Die Stunde zwischen Hund und Wolf (Schöffling & Co. 2007) (Nl: Het uur tussen wolf en hond (Els Snick 2007))
- Emma James und die Zukunft der Schmetterlinge (Fischer Taschenbuch 2010)
- Shanghai Performance (2011)
- Die Häuser der anderen (Schöffling & Co. 2012)
- Der Tag an dem die Möwen zweistimmig sangen. Gedichte 2001-2008 (Schöffling & Co. 2013)
- Skizze vom Gras (Schöffling & Co. 2014)

- Biblioteca Nacional de España: XX4765271
- Bibliothèque nationale de France: cb144432831 (data)
- Gemeinsame Normdatei: 123309867
- International Standard Name Identifier: 0000 0001 2141 6740
- Library of Congress Control Number: nr2001052611
- Nationale Bibliotheek van Tsjechië: jo2002152841
- Nationale Bibliotheek van Polen: a0000002632785
- Nederlandse Thesaurus van Auteursnamen: 290508800
- Istituto Centrale per il Catalogo Unico: LO1V249633
- LIBRIS: 346279
- Système universitaire de documentation: 078810868
- Virtual International Authority File: 84143814
- WorldCat: E39PBJdMf6mVf93q73FQqvD8YP